# Domenico Guardasoni
Domenico Guardasoni (Modena, 1731 circa – Vienna, 14 giugno 1806) è stato un tenore e impresario teatrale italiano.

## Biografia
Cantante nella compagnia di Giuseppe Bustelli, fu poi direttore del Teatro Nazionale di Praga con la compagnia di Pasquale Bondini, e in questa veste fu l'impresario delle più importanti opere di Mozart, tra cui Le nozze di Figaro (seconda rappresentazione, Praga, dicembre 1786), Don Giovanni (prima rappresentazione, Praga, ottobre 1787) e La clemenza di Tito (settembre 1791).